# نیل استریت
نیل استریت (انگلیسی: Neal Street) شرکت فیلم‌سازی بریتانیایی است، که در سال ۲۰۰۳ توسط سم مندس تأسیس شد.